# Elaeodendron
Genre
Elaeodendron est un genre de plantes à fleurs de la famille des Celastraceae, que l'on trouve aux Antilles, en Afrique, à Madagascar, à La Réunion et à Maurice, en Australie.

## Synonymes
- Crocoxylon Eckl. & Zeyh.
- Pseudocassine Bredell
- Telemachia Urb.

## Liste d'espèces
Selon Catalogue of Life (7 août 2014) :
- Elaeodendron albens
- Elaeodendron alluaudianum
- Elaeodendron anjouanense
- Elaeodendron aquifolium
- Elaeodendron australe
- Elaeodendron balae
- Elaeodendron brachycremastron
- Elaeodendron buchananii
- Elaeodendron bupleuroides
- Elaeodendron cowanii
- Elaeodendron croceum
- Elaeodendron cubensis
- Elaeodendron cunninghamii
- Elaeodendron curtipendulum
- Elaeodendron ehrenbergii
- Elaeodendron glaucum
- Elaeodendron grossum
- Elaeodendron humbertii
- Elaeodendron kedarnathii
- Elaeodendron koordersii
- Elaeodendron lanceolatum
- Elaeodendron laneanum
- Elaeodendron lippoldii
- Elaeodendron lycioides
- Elaeodendron matabelicum
- Elaeodendron melanocarpum
- Elaeodendron micranthum
- Elaeodendron nipensis
- Elaeodendron obiensis
- Elaeodendron orientale
- Elaeodendron paniculatum
- Elaeodendron parvifolium
- Elaeodendron pauciflorum
- Elaeodendron pininsulare
- Elaeodendron schinoides
- Elaeodendron schlechterianum
- Elaeodendron schweinfurthianum
- Elaeodendron trachycladum
- Elaeodendron transvaalense
- Elaeodendron trichotomum
- Elaeodendron trinitensis
- Elaeodendron viburnifolium
- Elaeodendron vitiense
- Elaeodendron xylocarpum
- Elaeodendron zeyheri

Selon GRIN (7 août 2014) :
- Elaeodendron australe Vent.
- Elaeodendron croceum (Thunb.) DC.
- Elaeodendron curtipendulum Endl.
- Elaeodendron glaucum (Rottb.) Pers.
- Elaeodendron orientale J. Jacq.
- Elaeodendron xylocarpum (Vent.) DC.
- Elaeodendron zeyheri Spreng. ex Turcz.

Selon ITIS (7 août 2014) :
- Elaeodendron xylocarpum (Vent.) DC.

Selon The Plant List (7 août 2014) :
- Elaeodendron sphaerophyllum (Eckl. & Zeyh.) PRESL

Selon Tropicos (7 août 2014) (Attention liste brute contenant possiblement des synonymes) :
- Elaeodendron aethiopicum (Thunb.) Oliv.
- Elaeodendron afzelii Loes.
- Elaeodendron albivenosum Chiov.
- Elaeodendron alluaudianum H. Perrier
- Elaeodendron anjouanense H. Perrier
- Elaeodendron aquifolium (Fiori) Chiov.
- Elaeodendron arboreum Pancher & Sebert
- Elaeodendron argan Retz.
- Elaeodendron artense Montrouz.
- Elaeodendron athranthum C. Presl
- Elaeodendron attenuatum A. Rich.
- Elaeodendron australe Vent.
- Elaeodendron baas-beckingii Hürl.
- Elaeodendron brachycremastron Guillaumin
- Elaeodendron buchananii (Loes.) Loes.
- Elaeodendron bupleuroides (Guillaumin) R.H. Archer
- Elaeodendron bussei Loes.
- Elaeodendron capense Eckl. & Zeyh.
- Elaeodendron clusiophyllum Baill.
- Elaeodendron confertiflorum Szyszył.
- Elaeodendron cowanii H. Perrier
- Elaeodendron croceum (Thumb.) DC.
- Elaeodendron cubensis Bisse
- Elaeodendron cunninghamii Montr.
- Elaeodendron curtipendulum Endl.
- Elaeodendron dichotomum Royle
- Elaeodendron dioicum Griseb.
- Elaeodendron ehrenbergii Urb.
- Elaeodendron ellipticum Decne.
- Elaeodendron eucleiforme Herb. ex Ettingsh.
- Elaeodendron fortunei Turcz.
- Elaeodendron friesianum Loes.
- Elaeodendron fruticosum N. Robson
- Elaeodendron glaucum Pers.
- Elaeodendron griseum Baker
- Elaeodendron gymnosporoides Baker
- Elaeodendron humbertii H. Perrier
- Elaeodendron humboldtianum Guillaumin
- Elaeodendron indicum Gaertn.
- Elaeodendron integrifolium Sweet
- Elaeodendron japonicum Franch. & Sav.
- Elaeodendron javanicum Turcz.
- Elaeodendron kamerunense (Loes.) Villiers
- Elaeodendron keniense Loes.
- Elaeodendron kraussianum Sim
- Elaeodendron lacinulatum (Loes.) Loes.
- Elaeodendron lanceolatum Urb. & Ekman
- Elaeodendron laneamum Moore,A.H.
- Elaeodendron laneanum A.H. Moore
- Elaeodendron laurifolium Harv.
- Elaeodendron lippoldii Bisse
- Elaeodendron lycioides Baker
- Elaeodendron macrophyllum Rusby
- Elaeodendron maculosum Lindl.
- Elaeodendron matabelicum Loes.
- Elaeodendron melanocarpum F. Muell.
- Elaeodendron meyerianum (Eckl. & Zeyh.) C. Presl
- Elaeodendron micranthum Tul.
- Elaeodendron nipensis Bisse
- Elaeodendron nitidulum Baker
- Elaeodendron oliganthum Baker
- Elaeodendron orientale Jacq.
- Elaeodendron oxyodon Turcz.
- Elaeodendron paniculatum Wight & Arn.
- Elaeodendron papillosum Hochst.
- Elaeodendron parvifolium R.H. Archer
- Elaeodendron pauciflorum Tul.
- Elaeodendron phyllanthoides Lam.
- Elaeodendron pilosum Baker
- Elaeodendron pininsulare Hürl.
- Elaeodendron pininsularis Hürl.
- Elaeodendron pubescens Ettingsh.
- Elaeodendron pyramidale Salisb.
- Elaeodendron quadrangulatum Reissek
- Elaeodendron reticulatum Ettingshausen
- Elaeodendron rotundatum DC.
- Elaeodendron roxburghii Wight & Arn.
- Elaeodendron schinoides Spreng.
- Elaeodendron schlechterianum (Loes.) Loes.
- Elaeodendron schweinfurthianum (Loes.) Loes.
- Elaeodendron sphaerophyllum (Eckl. & Zeyh.)
- Elaeodendron stolzii Loes.
- Elaeodendron stuhlmannii Loes.
- Elaeodendron subrotundum King
- Elaeodendron tomentosum Willd.
- Elaeodendron trachycladum Baker
- Elaeodendron transvaalense R.H. Archer
- Elaeodendron trichotomum (Turcz.) Lundell
- Elaeodendron trinitense Bisse
- Elaeodendron tuk Guillaumin
- Elaeodendron undulatum Zipp. ex Span.
- Elaeodendron vaccinioides Baker
- Elaeodendron velutinum Harv.
- Elaeodendron verrucosum Kunth
- Elaeodendron viburnifolium Merr.
- Elaeodendron vieillardii Guillaumin
- Elaeodendron vitiense A.C. Sm.
- Elaeodendron warneckei Loes.
- Elaeodendron xylocarpum (Vent.) DC.
- Elaeodendron zeyheri (Sond.) Turcz.